# Общество хорватских композиторов
Общество хорватских композиторов (хорв. Hrvatsko društvo skladatelja, Компания HDS) — общество по защите авторских прав композиторов в Хорватии.

## Деятельность
Компания HDS организует музыкальный Биеннале в Загребе, Международный фестиваль современной музыки, фестивали Zagrebfest и хорватской поп-музыки.
HDS является членом международных организаций Confédération Internationale des Sociétés d´Auteurs et Compositeurs (CISAC), Bureau International de l’Edition Mecanique (BIEM), International Society for Contemporary Music (ISCM), European Composers and Songwriters Alliance (ECSA) и European Composers Forum (ECF)..
Общество насчитывает около 300 полных и 7000 ассоциированных членов. Полное членство в обществе доступно для композиторов, музыковедов и музыкальных писателей, чьи заявления на вступление рассматриваются коллегией из членов общества, которая оценивают профессиональные, художественные или научные заслуги соискателя. В ассоциированное членство принимаются владельцы авторских прав музыкальных произведений — как физические, так и юридические лица. Членство в обществе дает им право на получение ряспределяемой доли авторских вознаграждений.

## Критика
В хорватском обществе широко обсуждалось предложение о тарифах, взимаемых обществом ZAMP на основании закона авторского права. Пользователи сетовали на высокие цены, взимаемые со всего, что касалось использования и хранения аудио материалов. Это карты памяти для цифровых камер, компьютеры, серверы, интернет порталы, такие как Wikipedia и др.
После консультации с компаниями было принято решение о резком сниженнии сборов, которые будут постепенно увеличивать по мере увеличения пропускной способности средств массовой информации.